# Thiên niên kỷ 6
Thiên niên kỷ 6 là khoảng thời gian tính từ năm 5001 đến hết năm 6000, nghĩa là bằng 1000 năm, trong lịch Gregory.

## Sự kiện thiên văn
- Năm 5001, ngày 11 tháng 9: Sao Thủy che khuất Regulus.
- Khoảng năm 5200 Iota Cephei thay thế Gamma Cephei trở thành Sao Bắc cực.
- Năm 5366, ngày 27 tháng 8: Sao Kim che khuất Aldebaran, là lần sao Aldebaran bị một hành tinh che phủ đầu tiên kể từ ngày 15 tháng 7, năm 18980 TCN.
- Năm 5898, ngày 30 tháng 8: Sao Kim che khuất Regulus.
- Năm 5974, ngày 25 tháng 9: Sao Thủy che khuất Regulus.

## Tiên đoánkhoa học
- Năm 5200, thế giới sẽ phát triển lên bậc hai của thang Kardashev, theo dự đoán của Kardashev mỗi năm sử dụng năng lượng tăng 1%.[1]